# Мала ханська мечеть
Мала ханська мечеть (крим. Kiçik Han Cami) або Мала Палацова мечеть— мечеть Ханського палацу у Бахчисараї.

## Історія
Мала палацова мечеть (XVI століття) зведена в традиціях базилікальної сакральної архітектури. Вона містилась у головному корпусі (поряд із Фонтаном сліз) і була призначена для представників ханської сім'ї та їхньої родини.
Споруду малої мечеті датують XVI століттям, а розписи — XVI—XVIII ст. Це єдина будівля, на даху якої збереглася зелена глазурована дахівка, якою колись був покритий увесь палацовий комплекс, через що здавалося, ніби він укритий смарагдами, передусім коли від неї відблискувало сонце.
Під час реставраційних робіт (реставратор П. Я. Редько) у 1991 році віднайдено фрагменти фресок XVI століття. Над входом до мечеті зберігся напис: «Селямет Ґерей хан, син Хаджі Селім Ґерей хана, рік 1741».